# Hot Rocks 1964-1971
Albums de The Rolling Stones
Gimme Shelter
(1971) More Hot Rocks (Big Hits and Fazed Cookies)
(1972)
Hot Rocks 1964-1971 est le troisième album de compilation des chansons du groupe de rock The Rolling Stones.
Elle est parue chez ABKCO Records, la maison de disques de l'ancien manager du groupe, Allen Klein, après le départ des Stones pour leur propre label, Rolling Stones Records. Cette compilation paraît tout d'abord uniquement aux États-Unis (n° 4), avant d'être distribuée également au Royaume-Uni en 1990 (n° 3).

## Titres
Toutes les compositions sont de Mick Jagger et Keith Richards, sauf indication contraire.

### Disque 1
| 1. | Time Is on My Side            | Norman Meade                                  | album The Rolling Stones No. 2 (1965)               | 2:58 |
| 2. | Heart of Stone                | Jagger/Richards                               | album Out of Our Heads (1965)                       | 2:50 |
| 3. | Play With Fire                | Nanker Phelge                                 | face B du single The Last Time                      | 2:13 |
| 4. | (I Can't Get No) Satisfaction | Jagger/Richards                               | face A du single éponyme                            | 3:43 |
| 5. | As Tears Go By                | Mick Jagger/Keith Richards/Andrew Loog Oldham | face B du single britannique 19th Nervous Breakdown | 2:45 |
| 6. | Get Off of My Cloud           | Jagger/Richards                               | face A du single éponyme                            | 2:55 |

| 7.  | Mother's Little Helper         | Jagger/Richards | album Aftermath (1966)                                                   | 2:45 |
| 8.  | 19th Nervous Breakdown         | Jagger/Richards | face A du single éponyme                                                 | 3:56 |
| 9.  | Paint It, Black                | Jagger/Richards | face A du single éponyme                                                 | 3:45 |
| 10. | Under My Thumb                 | Jagger/Richards | album Aftermath (1966)                                                   | 3:42 |
| 11. | Ruby Tuesday                   | Jagger/Richards | single Let's Spend the Night Together/Ruby Tuesday (1967, double face A) | 3:16 |
| 12. | Let's Spend the Night Together | Jagger/Richards | single Let's Spend the Night Together/Ruby Tuesday (1967, double face A) | 3:36 |

### Disque 2
| 1. | Jumpin' Jack Flash     | Jagger/Richards | face A du single éponyme     | 3:41 |
| 2. | Street Fighting Man    | Jagger/Richards | album Beggars Banquet (1968) | 3:15 |
| 3. | Sympathy for the Devil | Jagger/Richards | album Beggars Banquet (1968) | 6:18 |
| 4. | Honky Tonk Women       | Jagger/Richards | face A du single éponyme     | 3:00 |
| 5. | Gimme Shelter          | Jagger/Richards | album Let It Bleed (1969)    | 4:31 |

| 6. | Midnight Rambler                   | Jagger/Richards | album live Get Yer Ya-Ya's Out! (1970) | 9:13 |
| 7. | You Can't Always Get What You Want | Jagger/Richards | album Let It Bleed (1969)              | 7:28 |
| 8. | Brown Sugar                        | Jagger/Richards | album Sticky Fingers (1971)            | 3:49 |
| 9. | Wild Horses                        | Jagger/Richards | album Sticky Fingers (1971)            | 5:42 |